# Maljasjoki
Maljasjoki är ett vattendrag i finska Lappland. Det mynnar i Muonio älv cirka sex kilometer uppströms orterna Kuttainen (Sverige) och Kuttanen (Finland). 